# Onsala rymdobservatorium

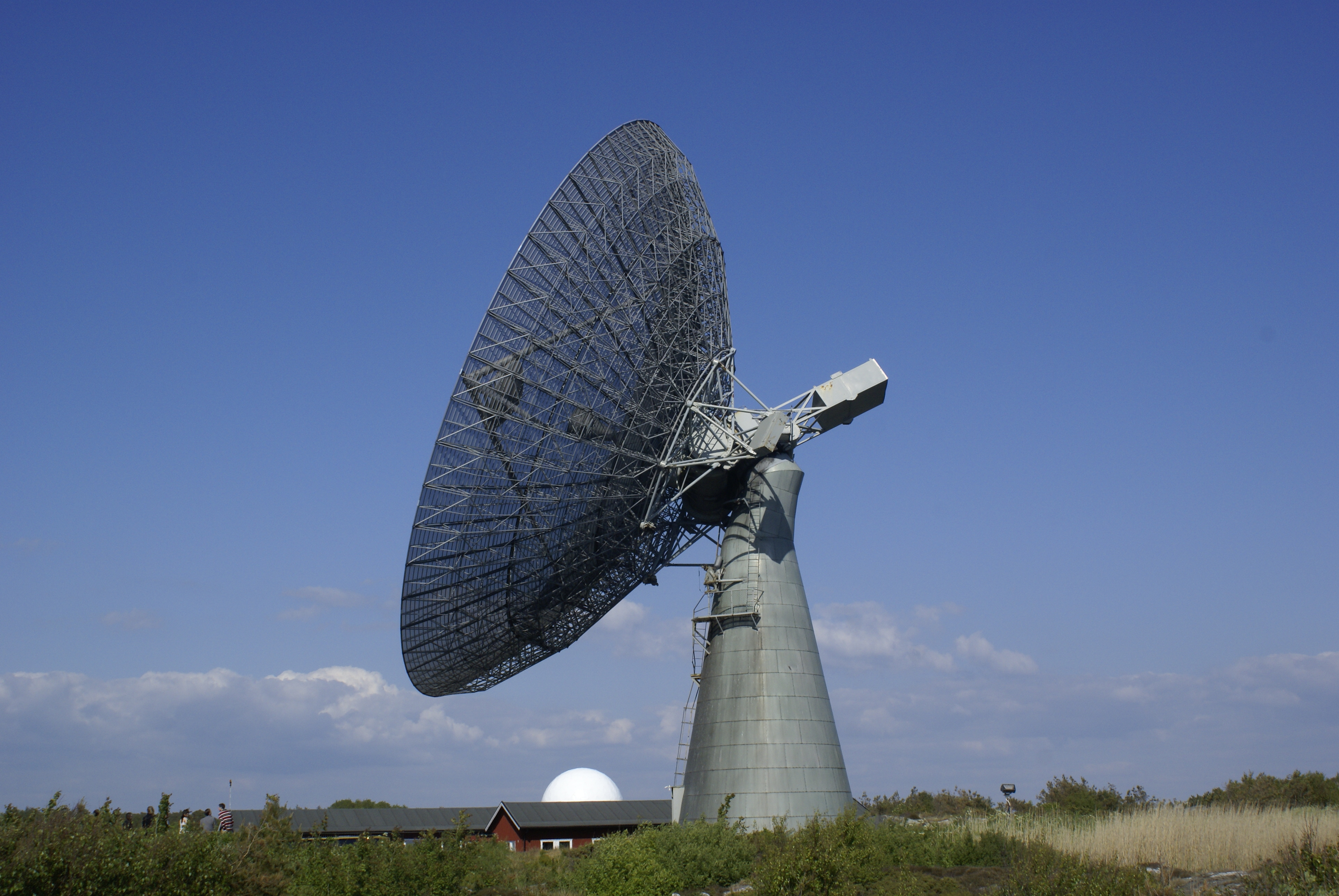
25-metersantennen vid observatoriet. I bakgrunden syns radomen, den vita kupolen som skyddar 20-metersantennen

Onsala rymdobservatorium, tidigare ofta Råö rymdobservatorium, grundades år 1949 och är beläget på Onsalahalvön cirka 45 km söder om Göteborg. Observatoriet är den svenska nationella anläggningen för radioastronomi vid Chalmers tekniska högskola. 

## Forskning

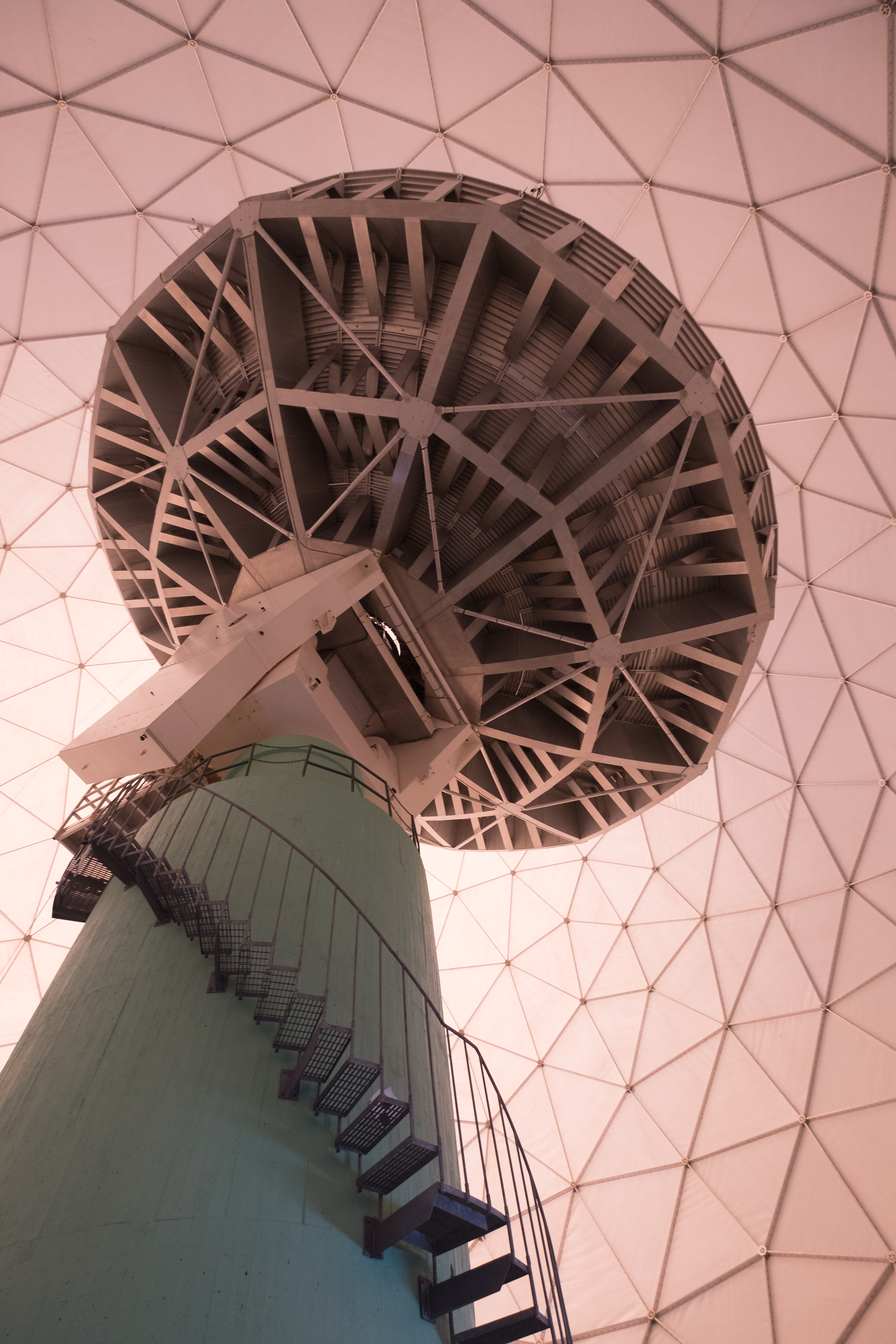
20-metersantennen inifrån radomen

Forskningen vid observatoriet behandlar radioastronomi, geodesi, navigation, fjärranalys, jordens atmosfär och mottagarutrustning. På observatorieområdet finns ett 25-meters radioteleskop från 1963 och ett 20-meters radioteleskop för millimetervågor från 1976. År 2011 invigdes den svenska stationen i det europeiska radioteleskopet LOFAR vid observatoriet. 2017 uppfördes Onsalas tvillingteleskop, med uppgift att som en del av internationella teleskopnätverk göra geodetiska mätningar genom att observera avlägsna kvasarer. 

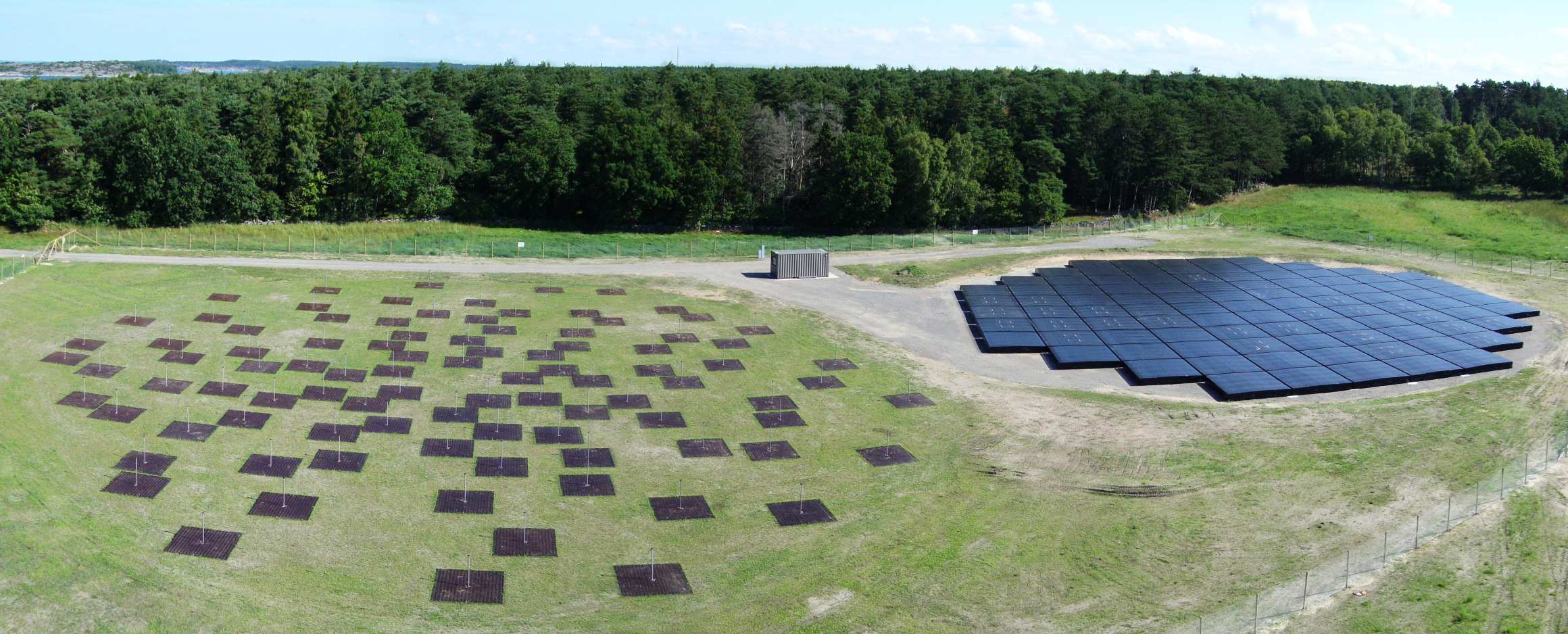
LOFAR-stationen vid observatoriet

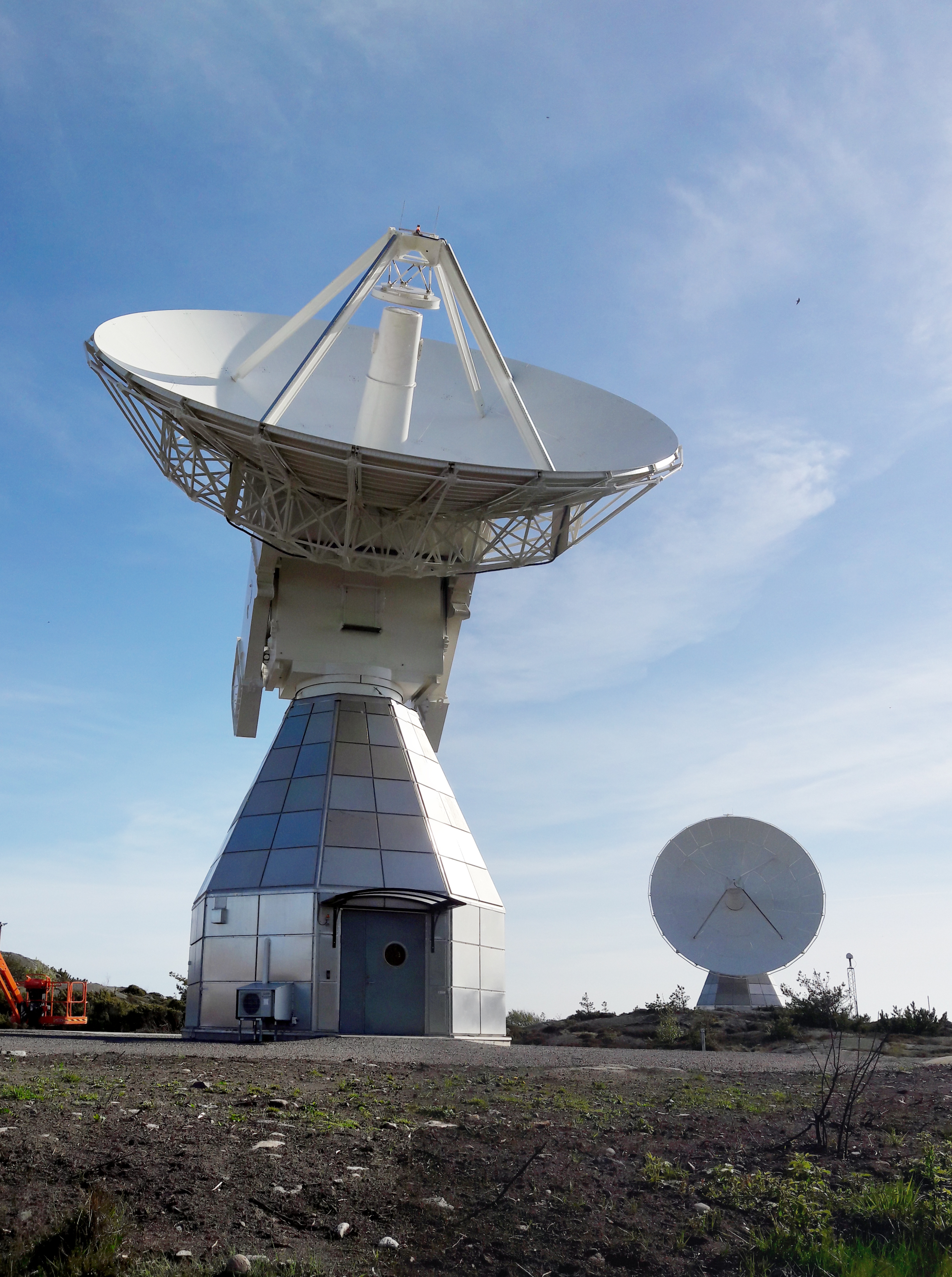
Onsalas tvillingteleskop

Under senare år har Onsala rymdobservatorium varit engagerat i utvecklingen av instrument för kortare våglängder som kräver en torrare och tunnare atmosfär, som till exempel teleskopen SEST och APEX placerade i Anderna i Sydamerika. Observatoriet deltar även i internationella projekt som European VLBI Network, ALMA, LOFAR, SKA och Herschelteleskopet.

## Föreståndare
- Olof Rydbeck (1949–1980)
- Roy Booth (1981–2005)
- Hans Olofsson (2005–2013)
- John Conway (2013–)